# Прохор Иверский
Прохор Иверский (груз. პროხორე ქართველი; ок. 985–1066) — грузинский монах и основатель Монастыря Святого Креста в Иерусалиме.

## Биография
Согласно грузинскому житию Прохора, он родился в Тао-Кларджети под именем Георгий Шавшели и воспитывался в местном монастыре, где принял монашество, а затем стал священником. Около 1010–1015 года, в возрасте 30 лет, он отправился в Святую землю, где провёл несколько лет в лавре Святого Саввы.
Позже он перебрался в Иерусалим, чтобы собрать своих соотечественников-грузин, рассеянных по монастырям Палестины. Согласно житию, Прохор основал монастырь в 1064 году по воле царя Баграта IV и на средства, пожертвованные им и доставленные в Святую землю Георгием Афонским.
В те времена блаженный Прохор, по воле благочестивого царя Баграта, построил в Иерусалиме Монастырь Креста... Позже, с Божьей помощью, он начал строительство монастыря на западной стороне, носящего имя Святого Креста. Он воздвиг церковь и украсил её различными украшениями. Он собрал братьев-подвижников — их было почти восемьдесят. Он дал им устав и каноны, подобные тем, что установил Савва Освященный. После этого он построил просторную и прекрасную гостиницу для паломников. И когда с Божьей помощью он завершил всё это, его тело ослабло от трудов и возраста. Тогда он выбрал одного из учеников, Георгия, и поставил его настоятелем... Затем он взял с собой двух учеников — священника и монаха — и отправился в пустыню Арнон. Вскоре он оставил этот мир, чтобы встретиться с Господом.
Прохор скончался в 1066 году. Он почитается как святой, а его день памяти в восточной православной церкви отмечается 12 февраля.